# Amherst (Wisconsin)
Amherst è un comune degli Stati Uniti, situato in Wisconsin e in particolare nella Contea di Portage.
Qua è nato il cestista Dylan Page.